# Eirene brevigona
Eirene brevigona is een hydroïdpoliep uit de familie Eirenidae. De poliep komt uit het geslacht Eirene. Eirene brevigona werd in 1959 voor het eerst wetenschappelijk beschreven door Kramp. 